# Fußball bei den Islamic Solidarity Games

Fußball gehört bei den Islamic Solidarity Games zu den Sportarten, die bisher ständig im Programm der Spiele waren. Teilnehmer sind die Fußballauswahlmannschaften der islamischen Länder. Das Turnier findet alle vier Jahre statt. Neben A-Nationalmannschaften haben bisher auch B- und U23 (Olympia)-Teams am Turnier teilgenommen. Ein Turnier im Frauenfußball wurde bisher nicht ausgetragen.

## Die Turniere im Überblick
| Jahr         | Gastgeber              | Finale          | Finale          | Finale          | Spiel um Bronze | Spiel um Bronze | Spiel um Bronze |
| Jahr         | Gastgeber              | Gold            | Ergebnis        | Silber          | Bronze          | Ergebnis        | 4. Platz        |
| ------------ | ---------------------- | --------------- | --------------- | --------------- | --------------- | --------------- | --------------- |
| 2005 Details | Mekka (Saudi-Arabien)  | Saudi-Arabien   | 1:0             | Marokko         | Iran B          | 0:0, 5:3 i. E.  | Syrien          |
| 2010         | Teheran (Iran)         | Spiele abgesagt | Spiele abgesagt | Spiele abgesagt | Spiele abgesagt | Spiele abgesagt | Spiele abgesagt |
| 2013 Details | Palembang (Indonesien) | Marokko         | 2:1             | Indonesien      | Türkei          | 2:1             | Saudi-Arabien   |
| 2017 Details | Baku (Aserbaidschan)   | Aserbaidschan   | 2:1             | Oman            | Algerien        | 2:0             | Kamerun         |
| 2021 Details | Konya (Türkei)         | Türkei          | 1:0             | Saudi-Arabien   | Aserbaidschan   | 0:0, 4:3 i. E.  | Algerien        |

### Medaillenspiegel
nach 4 Turnieren
| Rang | Land          | Goldmedaille | Silbermedaille | Bronzemedaille | Gesamt |
| ---- | ------------- | ------------ | -------------- | -------------- | ------ |
| 1    | Marokko       | 1            | 1              |                | 2      |
|      | Saudi-Arabien | 1            | 1              |                | 2      |
| 3    | Aserbaidschan | 1            |                | 1              | 2      |
|      | Türkei        | 1            |                | 1              | 2      |
| 5    | Indonesien    |              | 1              |                | 1      |
|      | Oman          |              | 1              |                | 1      |
| 7    | Algerien      |              |                | 1              | 1      |
|      | Iran          |              |                | 1              | 1      |